# Infanticid kod životinja
Infanticid je izraz izveden iz engleskog stručnog naziva infanticide i koristi se za pojavu ubijanja potomaka vlastite vrste. Za razliku od kanibalizma, infanticid nema kao nezaobilaznu posljedicu jedenje ubijene jedinke.
Infanticid među ljudima zabilježen je u gotovo svakoj kulturi.

## Primjeri infanticida
Infanticid se javlja kod velikog broja vrsta, ne samo kod grabežljivaca kao što su lavovi i medvjedi, nego i kod mnogih ptica, vjerojatno kod svih glodavaca i kod primata (uz iznimku bonoba). Na temelju promatranja stručnjaka za biologiju ponašanja, pojava infanticida pripisuje se štakorima, miševima i merkatima kao i nekim pavijanima, hanumanovim langurima, brdskim gorilama pa čak i dupinima. Pouzdani izvještaji postoje i za neke kosove i čvorke.
Stoga se infanticid u životinjskom carstvu mora smatrati prirodnim ponašanjem.

### Čimpanze
Kod čimpanza prvi put je infanticid primijetila Jane Goodall 1976. godine. U Nigeriji na području koje je promatrala, ženka Passion je zajedno sa svojom kćerkom Pom u razdoblju od dvije godine ubila i djelomično pojela tri mladunca čimpanzi. U to vrijeme Jane Goodall nije mogla objasniti da li je to bolesno ponašanje, ili ponašanje koje im donosi neku evolucijsku prednost. Tek kasnija, dugortajna promatranja mogla su dati neke odgovore. U 1990-im su ponovo, u istom nigerijskom području kao i Jane Goodall, druga skupina istraživača opazila znakove infanticida kod čimpanzi, no uglavnom od strane mužjaka drugih skupina. 2007. godine jedna skupina istraživača izvijestila je o tri slična ubijanja iz ugandske šume Budongo. No, ovaj put je bilo bez sumnje dokazano, da su to bili mladunci ženki koje su nedugo prije toga dolutale u područje napadačica. U stručnom časopisu New Scientist citirano je više istraživača prema kojima se ubijanje tuđih mladunaca u Bundongo šumi može smatrati "prilagođenim ponašanjem", jer je time obzirom na nedovoljnu količinu hrane, na taj način povećana šansa za preživljavanje vlastitom podmlatku.

### Lavovi
Iz promatranja lavova u divljini poznato je, da novi predvodnik čopora, nakon što otjera starog, vrlo često ubije sve mladunce koji su u čoporu (dakle, potomke svog prethodnika). Istovremeno, zbog borbe u čoporu, ženke mogu pobaciti mladunce - što se smatra vjerojatnom posljedicom socijalnog stresa. Posljedica toga je, da se novi vođa može relativno brzo pariti (ženke koje ne doje brzo se ponovo pare) sa ženkama novoosvojenog čopora i imati vlastito potomstvo.

### Štakori
Jedna kanadska studija pokazala je, da kod laboratorijskih štakora dvostruko više mladunaca ugiba ako im se gajbice čiste dva puta tjedno nego kad se čiste jednom u dva tjedna. Uz ostalo, razlog je vjerojatno ponavljano oštećivanje "gnijezda" kod čišćenja. No autorice studije upozoravaju da su majke ponekad ubile svoje mladunce i kad nije bilo nikakve stresne situacije.

### Akvarijske ribice
Među akvarijskim ribama (prije svega ovoviviparnim platijama (Xiphophorus maculatus) gupijama (Poecilia reticulata) mačonošama (Xiphophorus hellerii) infanticid je uobičajen, tako da uzgojitelji moraju ženke odvojiti u drugi akvarij, a ženku odmah nakon rađanja mladunaca odvojiti od njih.

## O nastanku ovog ponašanja u razvojnoj povijesti
Posljedice borbe za čopor kod lavova sociobiolozi tumače tako, da one omogućuju uspješnom lavu najveći mogući broj potomaka. Pored toga, ovaj vid infanticida smatra se dokazom da se to ne može smatrati potrebnim za "održanje vrste" kao rezultat evolucijskog procesa. Ovo je pojava koja služi održanju i produženju nasljednih svojstava određenih, prodornijih jedinki.
Ovo tumačenje uzima u obzir samo ultimativne razloge ponašanja (uzroke izvedene iz razvojne povijesti), ali ne i do sada jedva proučene, neposredne vanjske kao i unutrašnje fiziološke uzroke. 
Stručni časopis The American Naturalist objavio je 2007. godine rezultate dobivene primjenom kompjuterskog modela uz čiju pomoć su analizirani uvjeti u okolišu pod kojim se mogu razviti infanticid i briga za podmladak. Mijenjajući određene parametre modela, dobivani su različiti rezultati, no vjeruje se, da će ih biti potrebno dodatno potvrditi promatranjima u prirodi.

## Pokretači proizašli iz biologije ponašanja i ekologije
Infanticid može imati vrlo raznovrsne, većinom uglavnom nepoznate pokretače. Pokušaji objašnjenja su često tek nagađanja.
Najčešće se opisuje infanticid kao posljedica borbi za mjesto u hijerarhiji grupe, borbi za pravo korištenja određenog područja, prenapučenost i nedovoljna količina hrane.
- Mlade ženke ili ženke koje doje najčešće nisu spremne za parenje; mužjak koji je pobijedio u borbi za vodeće mjesto u grupi ili za teritorij povećava svoje izglede za potomstvo ako ukloni potomstvo svog prethodnika.
- Prenapučenost može voditi češćim vrlo agresivnim obračunima s individuama iste vrste. Mladunci se ne mogu braniti kao odrasle jedinke, pa su zato i češće žrtve takvih ataka. Infanticid može biti i nenamjerni rezultat borbi rivala ili kod parenja (na primjer, prignječeni mladunci morskih slonova).
- Laici često infanticid kod kućnih životinja objašnjavaju smetnjama u razvoju mladunaca ili neprepoznatom bolesti. No, studije ponašanja domaćih miševa i štakora mogle su samo iznimno utvrditi ovakve povezanosti. Upravo kod glodavaca se često događa da dobro uhranjeni, pokretni mladunci budu ubijeni, dok značajno slabije jedinke prežive.
- Nedovoljno hrane ili drugih resursa može dovesti do ubijanja dijela ili svih mladunaca. Iako su međuovisnosti prilično jasne, točni razlozi u pravilu su nejasni, jer se životinjama ne može pripisati dugoročno predviđanje i promišljeno postupanje.
- Često se sasvim uopćeno kao pokretač infanticida navodi stres. No to se kao pokretački mehanizam može vrlo teško dokazati jer promatrači ne mogu uvijek navesti specifične vanjske podražaje. Ali dokazano je na primjer da ženke nekih divljih životinja ubiju ili napuste mladunce kod opetovanog ometanja legla (i napuštanje gnijezda s mladuncima ili odustajanje od daljnjeg hranjenja znači njihovu sigurnu smrt).